# پیتوف
پیتوف (فرانسوی: Pitof‎؛ زادهٔ ۴ ژوئیهٔ ۱۹۵۷) یک کارگردان و فیلم‌نامه‌نویس اهل فرانسه است. وی از سال ۱۹۹۱ میلادی تاکنون مشغول فعالیت بوده‌است.
وی کارگردان فیلم زن گربه‌ای و ویدوک بوده است.